# پارادوکس (فیلم ۲۰۱۷)
پارادوکس (به انگلیسی: Paradox) یک فیلم اکشن و نئونوآر هنگ کنگی محصول سال ۲۰۱۷ به کارگردانی ویلسون ییپ با بازی لوئیس کو در نقش یک بازرس پلیس که برای جستجوی دختر نوجوان خود به بانکوک سفر می‌کند و که کارآگاهان محلی با بازی تونی جا و وو یوئه نیز او کمک می‌کنند. این فیلم در چین در ۱۷ اوت ۲۰۱۷ و در هنگ کنگ در ۲۵ اوت ۲۰۱۷ اکران شد و ۸۰٫۸۴ میلیون دلار فروش جهانی در برابر بودجه ۱۴٫۵ میلیون دلار آمریکا داشت.

## داستان
یک پلیس هنگ کنگی به نام لی چانگ چی متوجه می‌شود که فرزندش در کشور تایلند ناپدید شده‌است. به همین منظور، او تصمیم می‌گیرد به تایلند سفر کند تا فرزندش را پیدا کند.